# Памятник А. П. Чехову (Баденвайлер)
Памятник А. П. Чехову — монумент, который был установлен в немецком городе Баденвайлер в 1908 году. Это — первый памятник А.П. Чехову в мире.

## Памятник 1908 года
В 1908 году в парке немецкого города Баденвайлер был открыт первый памятник Антону Павловичу Чехову. Он был создан по инициативе Константина Станиславского, который также присутствовал и на открытии монумента вместе с писателем П. Боборыкиным и литературным критиком А. Веселовским.
Автором памятника был русский скульптор Н. Шлейфер, монумент был выполнен из бронзы. Бюст Чехову поместили на зелёном откосе среди россыпи камней. Памятник в Баденвайлере, открытый в 1908 году, стал первым памятником, воздвигнутым в память о А. П. Чехове в мире. Он был создан в том числе и на пожертвования русских.
Открытие памятника Чехову в Баденвайлере было торжественным. Вокруг памятника разложили цветы, для публики был сделан помост, присутствовало много фотографов. После того, как отслужили панихиду по А. П. Чехову, состоялось само открытие, во время которого произносились торжественные речи. Речь произносил гофмейстер Д. А. Эйхлер, академики А. Н. Веселовский, П. Д. Боборыкин, директор московского Художественного театра Константин Станиславский. Памятник отличался изящным внешним видом.
После открытия был устроен парадный завтрак с музыкой на террасе одного из отелей, исполнялась музыка русских композиторов.
В конце Первой мировой войны от этого памятника остался только постамент, потому что сам бюст был отправлен на переплавку вместе с другими памятниками. На камне сохранилась надпись: «Хорошему человеку и врачу» и «Великому писателю — Антону Чехову».
В 1964 году место, где находился первый памятник А. П. Чехову, посетили советские журналисты.

## Памятник 1992 года
В 1992 году памятник А. П. Чехову в Баденвайлере восстановили при помощи жителей Сахалина. Автором нового памятника стал скульптор с Сахалина Владимир Чеботарёв. Монумент установили на старом постаменте 1908 года, Чехов изображён с поднятым воротником. Для большего удобства посетителей к этому месту проложена новая прогулочная тропа. Новый памятник был привезён с Сахалина директором музея одной книги Чехова «Остров Сахалин» Георгием Миромановым. Новый памятник также был отлит из бронзы.

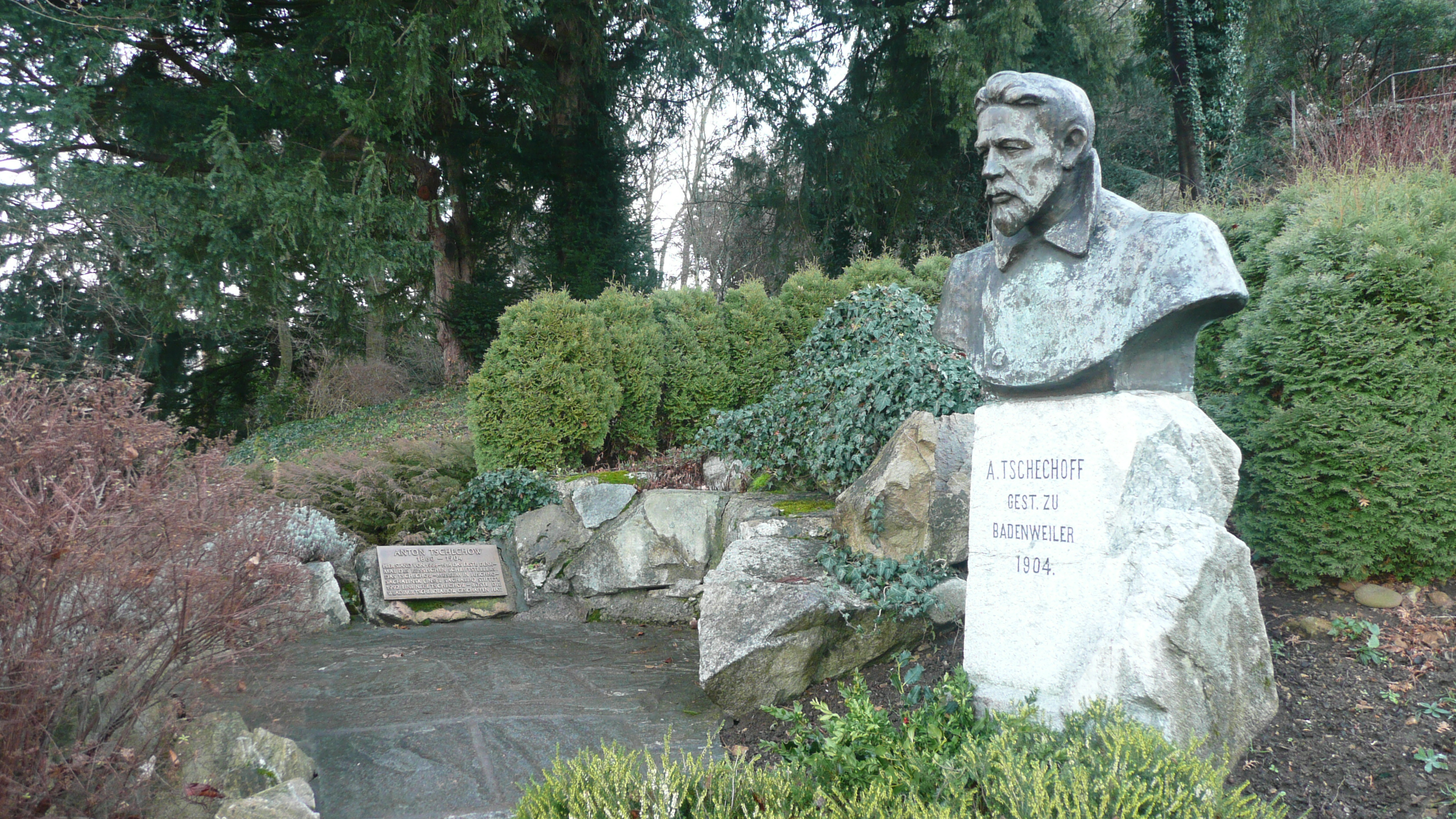
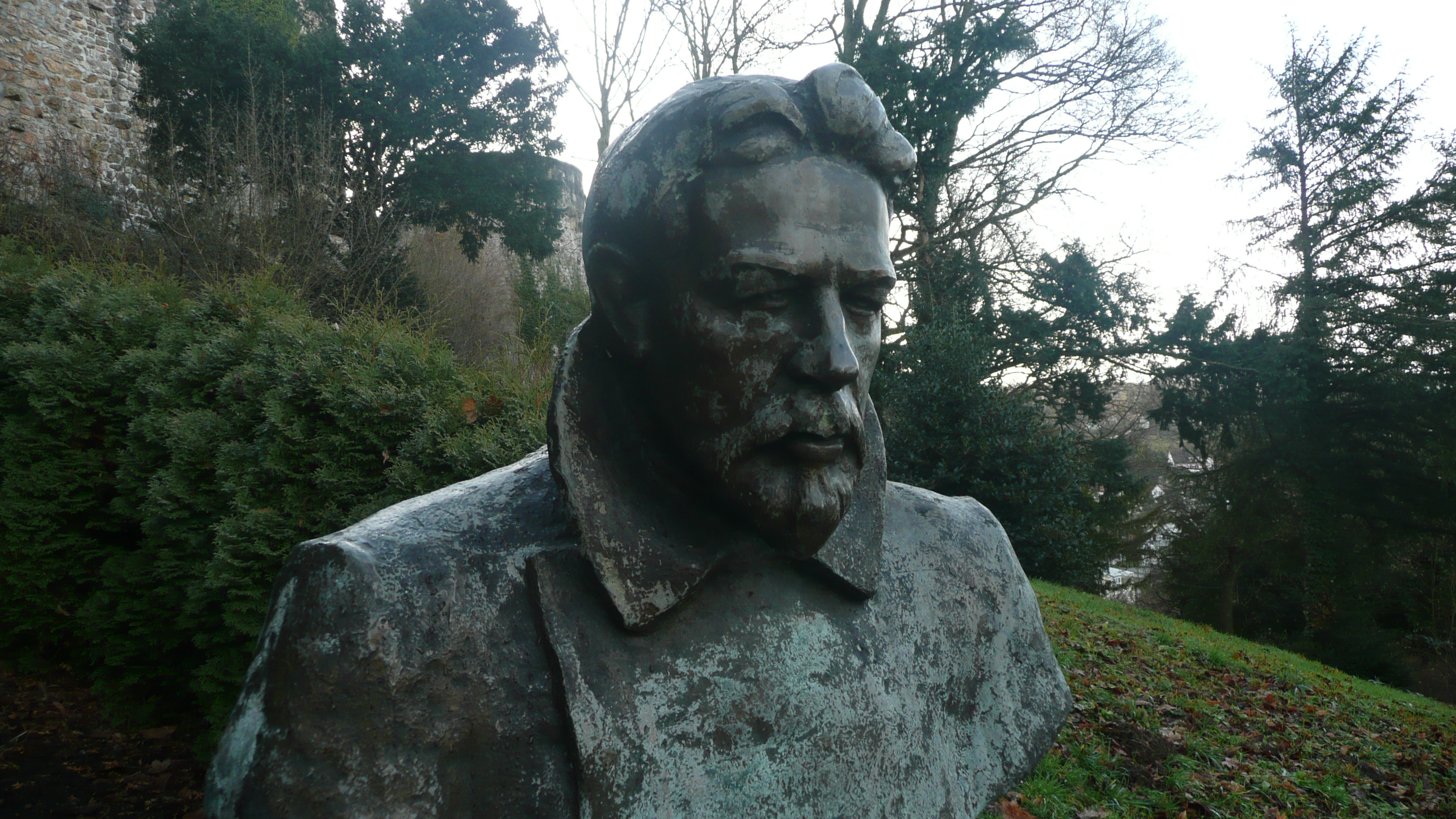
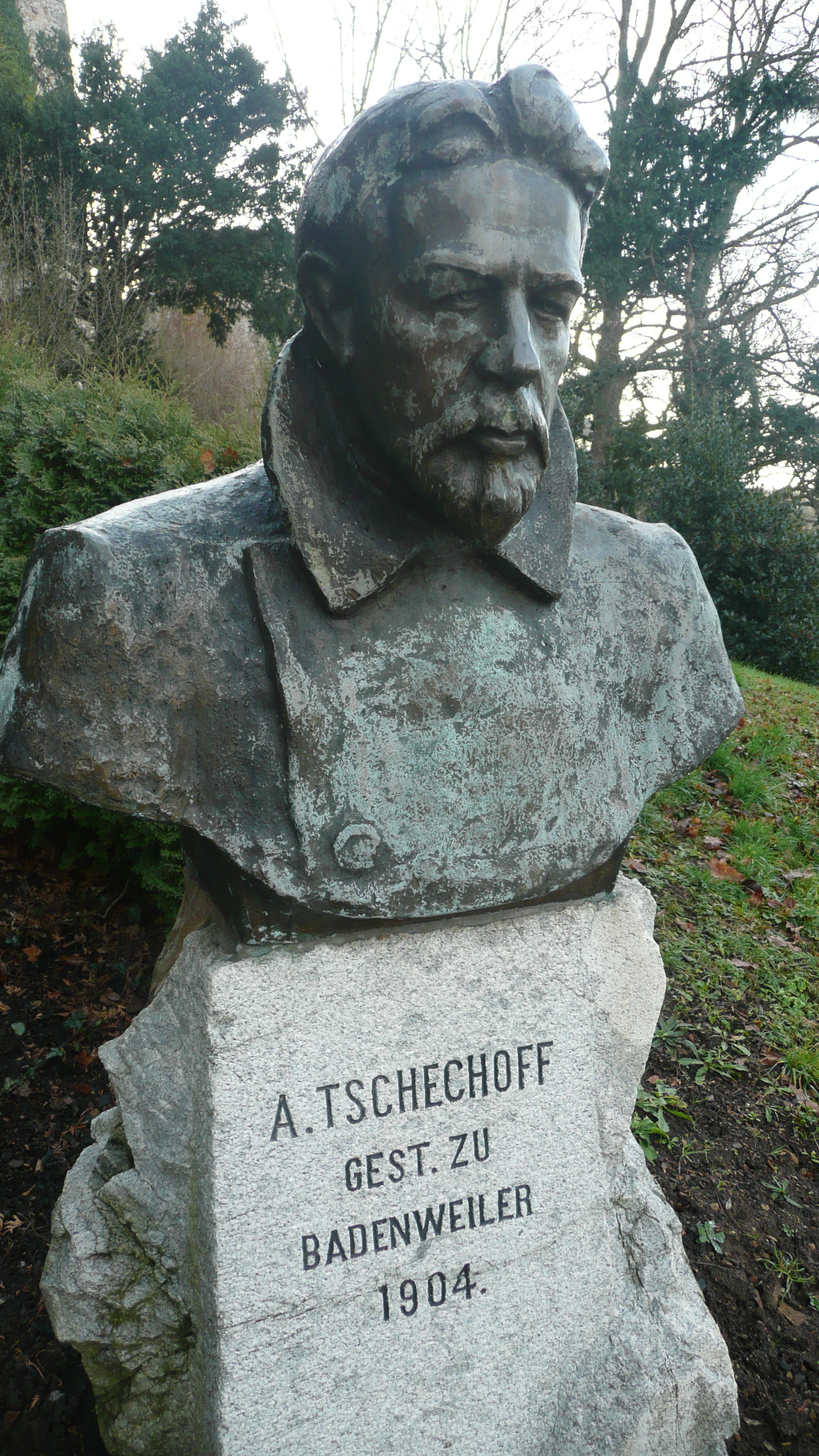
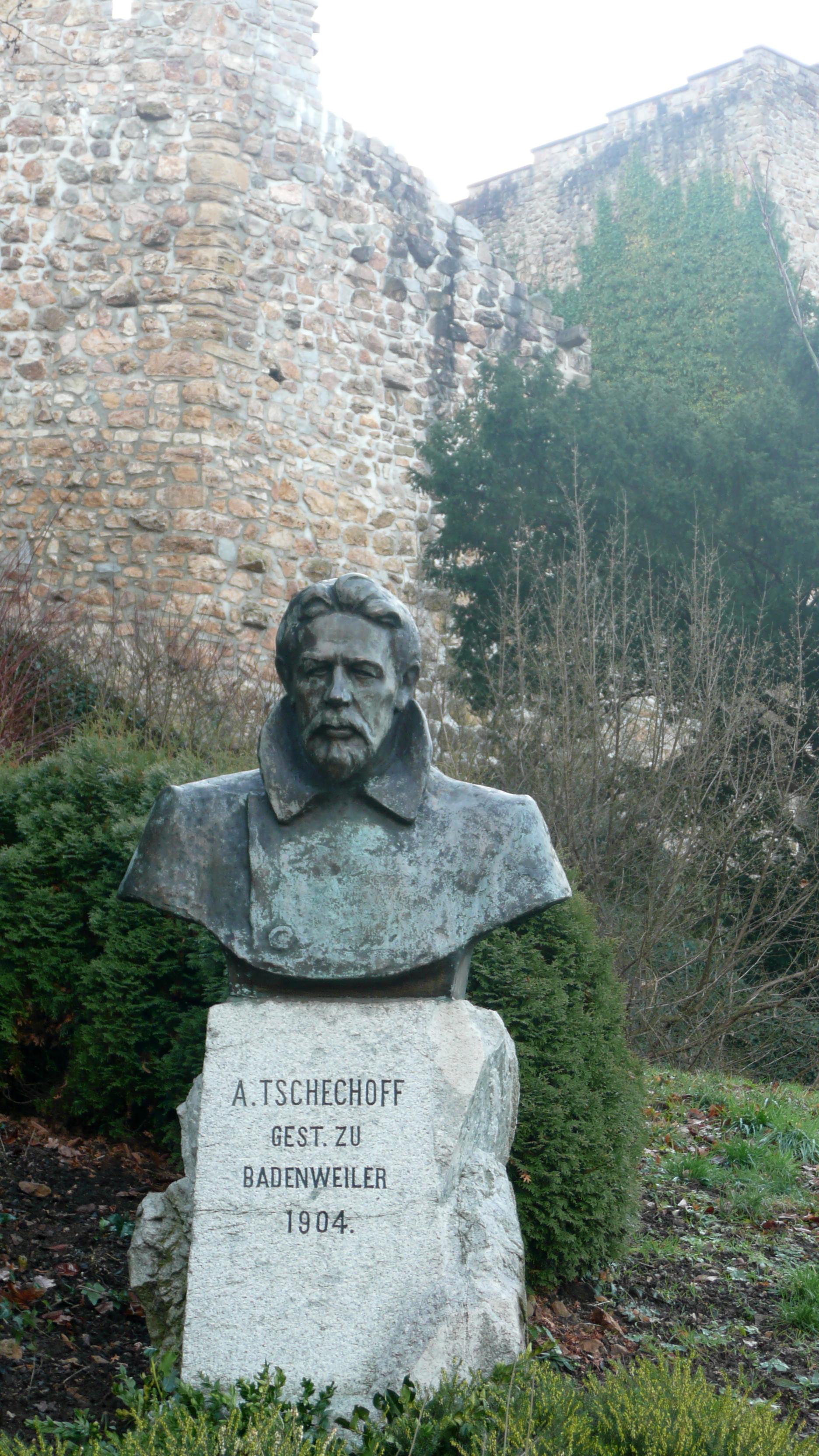
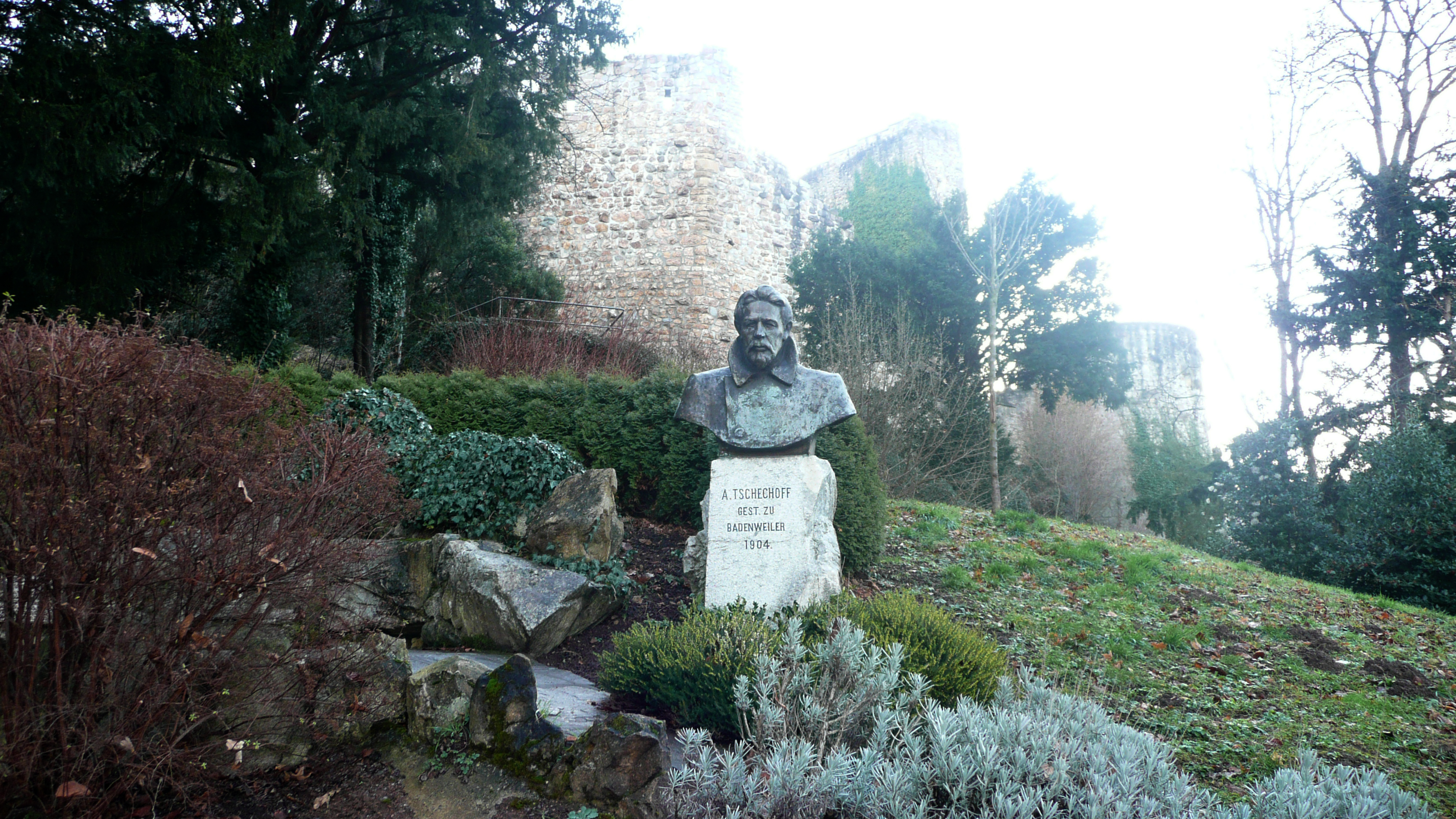
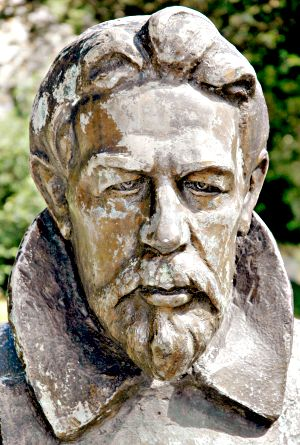